# DAF YA-328

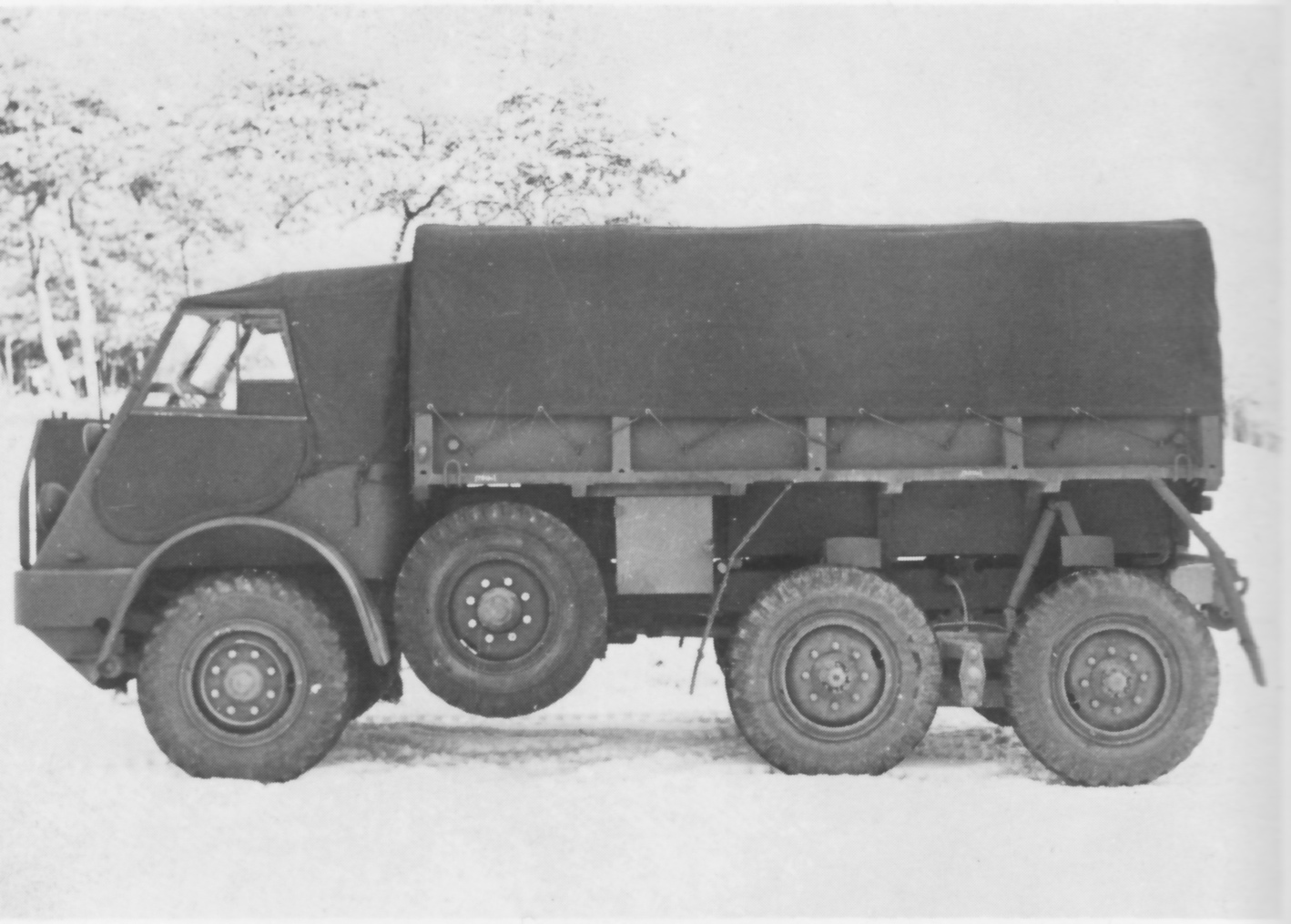
Prototyp DAF YA-318 Artilleriezugmaschine

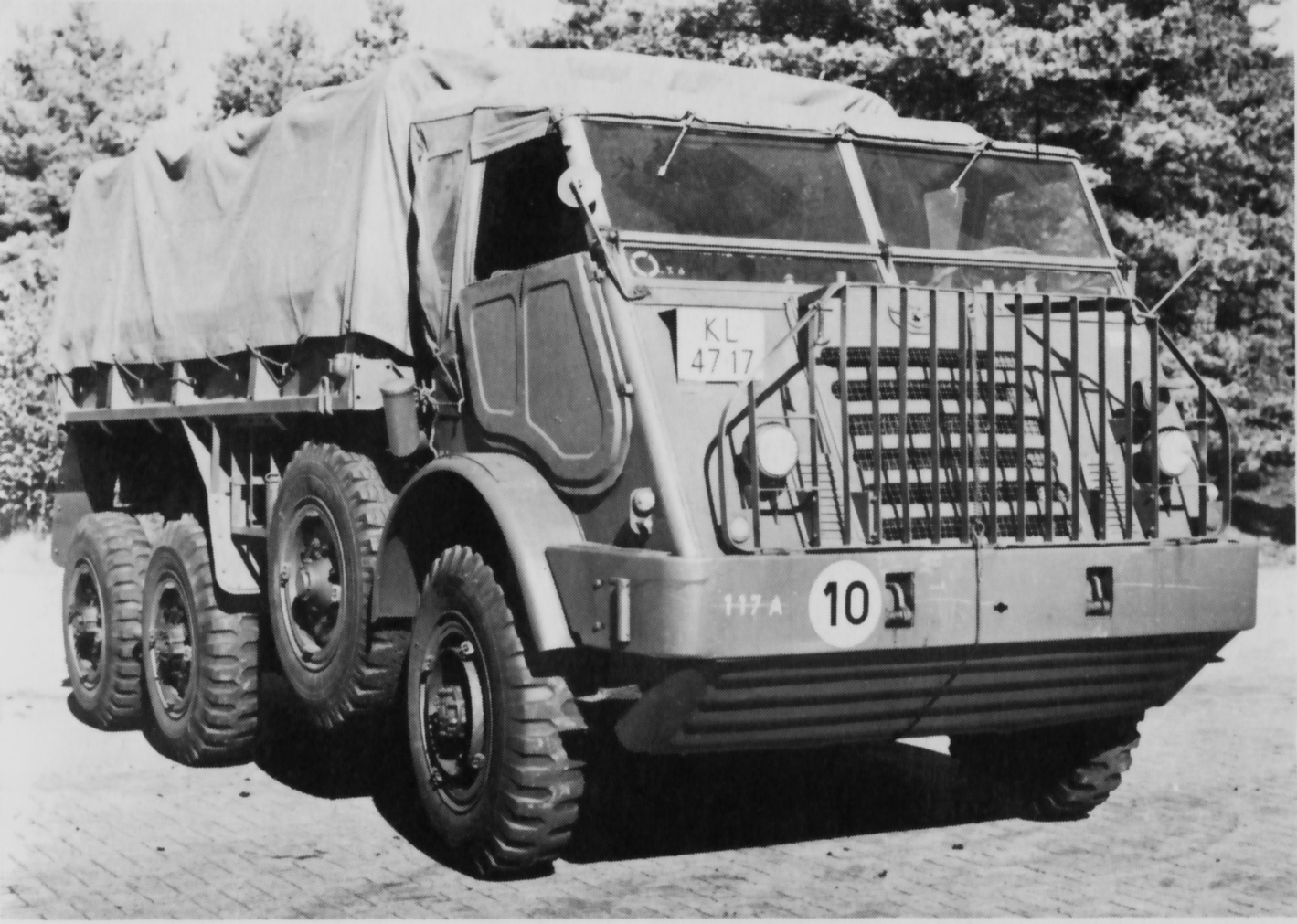
DAF YA-328 Artilleriezugmaschine

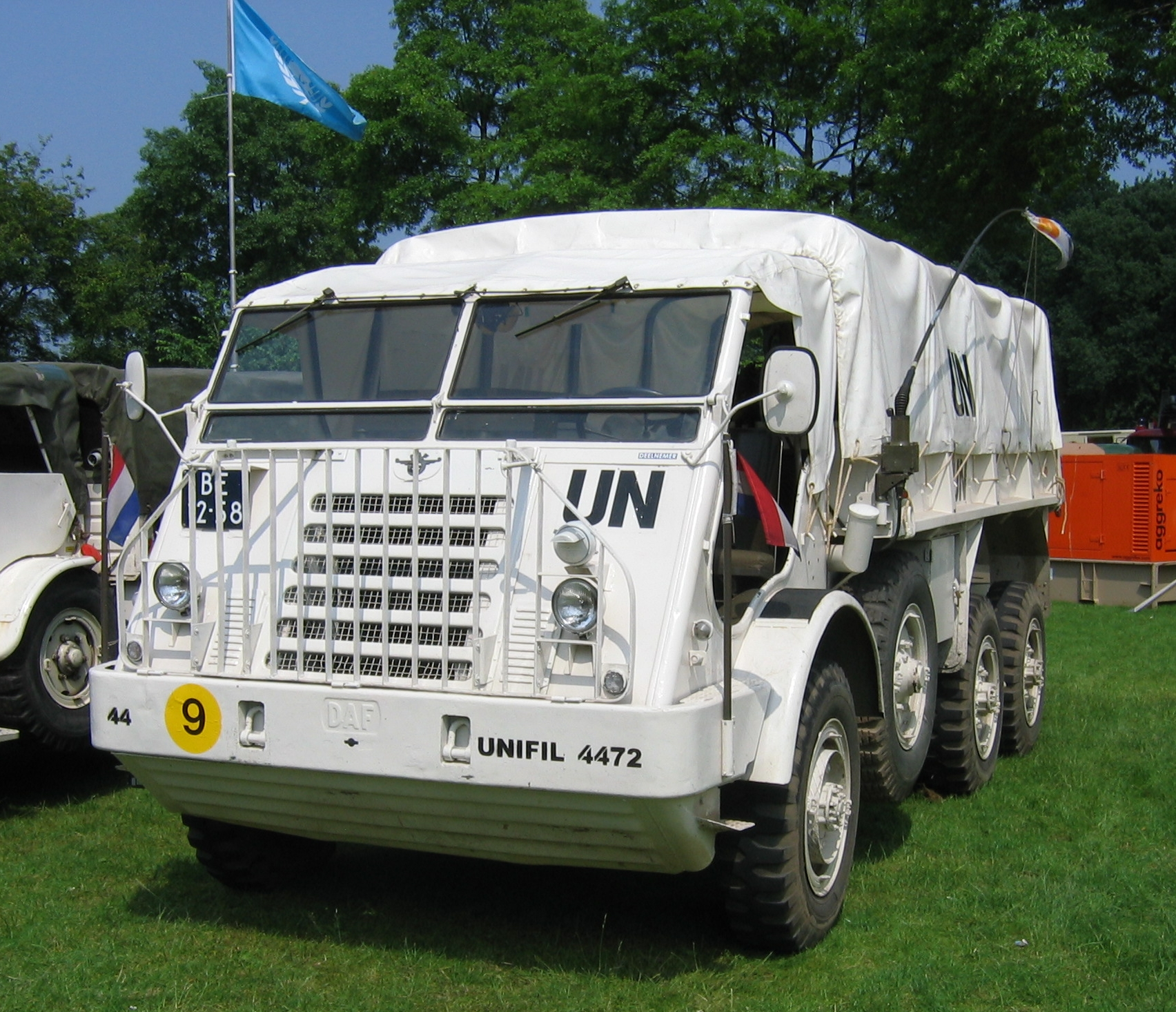
„Thick DAF“ YA 328 Cargo in Umsetzung UN

Der DAF YA-318/YA-328  war ein mittelschwerer militärischer Lkw, den DAF für die niederländische Armee zwischen 1952 und 1958 produzierte. Als Nachfolger wurde in den 1980er Jahren der DAF YA 4440 / 4442 gebaut.

## Modellhistorie
In den 1950er-Jahren bestand der Fuhrpark der königlichen niederländischen Armee hauptsächlich aus Fahrzeugen der Alliierten des Zweiten Weltkriegs. Die Wartung und Lieferung von Ersatzteilen für die nicht mehr produzierten ursprünglichen britischen und amerikanischen Fahrzeuge wurde zunehmend ein logistisches Problem und eine Erneuerung wurde daher notwendig. Am 20. Dezember 1951 erhielt DAF einen ersten Auftrag der Regierung in Höhe von 175 Millionen Gulden. Dieses Geld war eine Maßnahme des Marshall-Plans zum Wiederaufbau Europas. Insgesamt summierten sich die Aufträge zwischen 1951 und 1956 auf 393.583.005 Gulden für die Lieferung von drei unterschiedlichen Arten von militärischen LKW, außer dem YA-328 auch den DAF YA-126 und den DAF YA-314/324. Den Prototyp und das Vorserienmodell für die Baureihe YA-328 benannte DAF YA 318. Es gab zwei Prototypen und 298 Vorserienmodelle.

## Typenbezeichnung Serienmodelle
Die Serie erhielt bei den Streitkräften den Spitznamen Dicke Daf, wegen des charakteristischen Motorgeräuschs und der schweren und imposanten Erscheinung. Die offizielle Typenbezeichnung war:
Y = Militärfahrzeug
A = Allgemein
3 = Kapazität in Tonnen
1 oder 2 = Bauserie
8 = Die Anzahl der Räder.

## Unterschiede Prototyp/Vorserienmodell und Serie
Der wesentliche Unterschied war der Motor, ein 4-Liter-Ottomotor beim 318 und 5-Liter-Ottomotor beim 328, jeweils von Hercules. Zudem hatte das Schaltgetriebe der Vorserie 318 nur vier statt fünf Gänge.

## Modellvarianten Serienversion
Vom YA-328 wurden zwischen 1952 und 1958 4510 Stück produziert in vier Varianten:
- Artillerieschlepper: 1080 Stück
- Lkw mit Seilwinde: 699 Stück
- Lkw ohne Winde: 2731 Stück
- Chrashtender, Flughafen-Feuerwehrfahrzeug: Anzahl unbekannt

Die Fahrzeuge hatten keine Heizung. Um das Führerhauses zu erwärmen, musste die zwischen den Sitzen platzierten Motorhaube geöffnet werden, sodass die Motorwärme, aber auch Lärm und Öldämpfe sich verbreiteten. Im Sommer dagegen konnte ohne Türen und auch ohne Dach gefahren werden. Der Wert eines Fahrzeugs betrug 45.000 Gulden. Dieser Preis wurde auf das Armaturenbrett geschrieben, wahrscheinlich um die Fahrer zur Schonung des Materials anzuhalten.

## Technische Daten

### YA 318

#### Motor
- Hercules JXC 4,62 Liter 6-Zylinder, Viertakt-Ottomotor mit stehenden Ventilen, flüssigkeitsgekühlt
- Max. Leistung: 75 kW (102 PS) bei 3200/min
- Max. Drehmoment: 285 Nm bei 1400/min
- BorgWarner-4-Gang-Schaltgetriebe, synchronisiert

### YA 328

#### Motor
- Hercules JXLD, 5,55 Liter Hubraum, 6 Zylinder, Viertakt-Ottomotor, seitliche Ventile, flüssigkeitsgekühlt
- Max. Leistung: 97 kW (132 PS) bei 3200/min
- Max. Drehmoment: 375 Nm bei 1400/min
- ZF-Fünfgang-Schaltgetriebe, klauengeschaltet, nicht synchronisiert

Der 328 wurde mit Doppelvergaser für mehr Motorleistung zur schnelleren Erreichung der Höchstgeschwindigkeit ausgestattet. 

#### Federung vorn
- Zwei Torsionsstäbe
- Vier Querlenker
- Doppelt wirkende hydraulische Stoßdämpfer

#### Hinterachse und Aufhängung
- Einachser mit Längsblattfedern
- Tandem-Antrieb mit Balance-Regelung
- Doppelt wirkende hydraulische Stoßdämpfer

#### Bremssystem
- Hydraulisch mit Bremskraftverstärker

#### Elektrik
- On-Board-Spannung: 24 Volt – je 2 Batterien von 12 Volt (YA 318 nur 1 × 12 Volt) Kapazität: 120 Ah

### Maße und Gewichte
- Höhe: 2650 mm
- Länge: 6130 mm
- Breite: 2400 mm
- Gewicht: 6000 kg (5780 kg YA 318)
- Nutzlast: 3000 kg (YA 318 2000 kg)
- Max. Gesamtgewicht: 9000 kg (8780 kg YA 318)
- Max. Vorderachse Druck: 3500 kg
- Max. Rear/Tandem Set: 5500 kg

### Leistung
- Max. Geschwindigkeit auf der Straße: 82 km/h (318 YA mit Last 70 km/h)
- Reichweite: 315 km (YA 318 500 km)
- Wendekreis: 16 Meter.
- Steigfähigkeit: 50 %
- Wattfähigkeit: 75 cm
- Bodenfreiheit: 42 cm
- On-Böschungswinkel: 40°
- Zwei Kraftstofftanks von je 105 Liter (YA 318: 1 × 165 Liter)

In den 1970er-Jahren wurde der YA-328-Artillerieschlepper ausgemustert, durch das Aufkommen der mechanisierten Artillerie ohne Nachfolger.
Die übrigen Modelle wurden durch den DAF YA 4440 / 4442 ersetzt.